# Lothar Rohde
Lothar Rohde (* 4. Oktober 1906 in Leverkusen; † 25. Juli 1985 in München) war ein deutscher Hochfrequenztechniker und Industrieller.

## Leben
Lothar Rohde wurde im April 1906 als Sohn des Albert Rohde (1873–1946) und seiner Ehefrau Sibille Helene Kahn (1873–1954) geboren. Seine Mutter war jüdischen Glaubens und stammte aus einer Kaufmannsfamilie. Albert Rohde war Chemiker bei der Bayer AG in Leverkusen und in seiner Freizeit Musiker und Funkamateur im Kölner Radio-Club.
Nach dem Abitur 1924 am Realgymnasium in Leverkusen studierte Rohde seit 1926 Physik in Köln und Jena. 1931 wurde er bei Abraham Esau am physikalischen Institut der Universität Jena mit der Dissertation Gasentladungen bei sehr hohen Frequenzen zum Dr. phil. nat. promoviert. Danach arbeitete er bei den Firmen Siemens & Halske und AEG. 1933 gründete er mit seinem Studienfreund Hermann Schwarz das physikalisch-technische Entwicklungslabor Dr. Rohde und Dr. Schwarz in München.
Lothar Rohde wurde wegen seiner Funkaktivitäten mit England am 9. September 1944 verhaftet und mit der Todesstrafe bedroht. Er war zunächst im Reichssicherheitshauptamt inhaftiert und wurde dann ins KZ Groß-Rosen überstellt. Dort leitete er im Auftrag der SS ein Projekt zu Agentenfunkgeräten. Einer seiner Mitarbeiter war Hans Ferdinand Mayer.
Schließlich kam Rohde ins KZ Dachau. Während der Haft hatte Rohde Kontakt zu Georg Elser. Er konnte sich auf abenteuerliche Weise am 26. April 1945 selbst befreien. 1946 behauptete Rohde in einem Interview mit einem amerikanischen Korrespondenten, er habe von Elser erfahren, dass Hitler das Attentat im Bürgerbräukeller „selbst inszenierte, damit es den Anschein habe, als ob der Führer dem deutschen Volk durch einen ‚Akt der Vorsehung‘ erhalten geblieben sei“. Diese These ist jedoch in keiner Weise historisch belegt.
Rohde war einer der Pioniere des UKW-Rundfunks in Deutschland. Zusammen mit Werner Nestel schuf er 1949 die ersten beiden UKW-Sendestationen Europas für den Nordwestdeutschen Rundfunk in Hannover und den Bayerischen Rundfunk in München-Freimann. Laut einer Vereinbarung zwischen Nestel und Rohde wurde der offizielle Start des UKW-Rundfunks in Deutschland auf den 1. März 1949 festgelegt. Am 27. Februar 1949 rief Rohde einen ihm bekannten Ingenieur des BR mit der Frage an, ob er nicht die Sendeanlage schon am Abend des 28. Februars einschalten könne. Herr Friedrich M. Zaekel, seines Zeichen Chefingenieur des BR, weilte noch in der Schweiz, war aber schon auf dem Rückweg mit der Absicht, sich mit dem angerufenen Ingenieur am Sender zu treffen. Rohde erfuhr durch den Ingenieur von diesem Treffen und begrüßte Zaekel mit einem amerikanischen Kamerateam zum erfolgreichen Start des UKW-Radios. Nestel und der NWDR gingen um einige Stunden später dann am 1. März 1949 planmäßig auf Sendung. Auf die spätere Frage eines Reporters, wieso er sich nicht an die Vereinbarung gehalten habe, erwiderte er, er habe das Ganze als etwas Sportliches betrachtet und schließlich habe die ganze Entwicklungsabteilung von Rohde & Schwarz 60 Stunden in der Woche an diesem Sender gearbeitet.
1984 wurde er zum Ehrenmitglied der Bayerischen Akademie der Wissenschaften ernannt. Er ist der Vater von Ulrich L. Rohde.

## Leistungen
Die Menge an fachlichen Veröffentlichungen und Patenten aus seiner Feder ist immens. Seine Ideen gaben unter anderem maßgebliche Anstöße zur Erfindung der Quarzuhr und dem automatischen Wettersatellitenempfang. Rohde & Schwarz fertigte das erste deutsche Serien-UKW-Radiogerät, das für damalige Zeiten eine erstaunliche Klang- und Empfangsqualität besaß. 
Die Firma bzw. Marke Rohde & Schwarz ist weltweit zu einem Begriff für qualitativ hochwertige Messgeräte und Hochfrequenztechnik geworden.

## Schriften (Auswahl)
- Eine Spannungsmeßmethode für Frequenzen bis zu 1.5 108 Hz. In: Zeitschrift für technische Physik. Band 12, 1931, S. 263.[6]
- Schwingungskreise für Kurzwellen mit kleiner Temperaturabhängigkeit. In: CQ DL, Ausgabe Dezember 1934, Titelseite.

## Auszeichnungen
- 1954: Dr.-Ing. E. h. der TH München
- 1963: Bayerischer Verdienstorden
- 1984: Ehrenmitglied der Bayerischen Akademie der Wissenschaften
- Großes Bundesverdienstkreuz (1967) mit Stern (1977)
- 1968: Oskar-von-Miller-Medaille des Deutschen Museums München
- 1971: Medaille „München leuchtet“ in Gold
- 1976: Großes Goldenes Ehrenzeichen für Verdienste um die Republik Österreich
- 1982: Staatsmedaille für besondere Verdienste um die bayerische Wirtschaft
- 1984: Bayerischer Maximiliansorden für Wissenschaft und Kunst